# В погоне за Адамом
«В погоне за Адамом» (пол. Pogoń za Adamem) — польский художественный фильм, драма 1970 года.

## Сюжет
Польский режиссёр летит в Южную Америку на премьеру своего фильма о Варшавском восстании 1944 года. При этом он пытается найти своих друзей времён Второй мировой войны, которые теперь живут в эмиграции. Воспоминания о событиях военного времени показаны в чёрно-белых сценах ретроспекции.

## В ролях
- Пола Ракса
- Магдалена Завадска
- Ян Махульский
- Станислав Микульский
- Барбара Брыльска
- Эмиль Каревич
- Ян Кобушевский
- Леон Немчик
- Эдмунд Феттинг
- Ольгерд Лукашевич
- Витольд Скарух
- Ежи Зельник
- Анджей Красицкий
- Ежи Моес
- Роман Сыкала